# Галузин, Владимир Сергеевич
Влади́мир Серге́евич Галу́зин (род. 6 августа 1988, Горький) — российский хоккеист, нападающий.

## Клубная карьера
Воспитанник СДЮШОР «Торпедо» (Нижний Новгород), тренер Игорь Чистовский. C 2005 выступал за дубль нижегородского «Торпедо» — «Торпедо-2». За три сезона провёл 163 игры, в которых набрал 116 очков и заработал 332 минуты штрафа.
C 2007 выступал за основной состав «Торпедо» (Нижний Новгород). За три сезона (2007/08, 2008/09, 2009/10) провёл 47 игр, набрал три очка и заработал 18 минут штрафа. В сезоне (2009/10) защищал цвета «Торпедо» (Нижний Новгород), «Чайки» и ХК «Саров». В 40 играх сезона набрал 36 (24+12) очков. Выступал за «Торпедо» с 2007 по 2019 года и стал одним из самых результативных игроков в истории клуба, проведя 425 матчей и набрав 128 (47+81) очков.
1 мая 2019 года перешёл в магнитогорский «Металлург», подписав контракт на два года. 9 декабря 2019 года был помещён в список отказов. 12 декабря 2019 года Галузин расторг контракт с клубом по обоюдному согласию сторон. Всего в сезоне 2019/20 провёл за «Металлург» 17 матчей, в которых набрал 2 (1+1) очка.
16 декабря 2019 года заключил контракт с «Ак Барсом» до конца сезона 2020/21. 27 мая 2020 года клуб расторг контракт с хоккеистом. Всего за «Ак Барс» провёл 13 матчей и набрал 2 (2+0) очка. 4 июля 2020 года пополнил состав «Нефтехимика», подписав контракт на один сезон. В сезоне 2020/21 принял участие в 44 матчах, в которых набрал 18 (5+13) очков. 26 марта 2021 года покинул «Нефтехимик».
11 мая 2021 года перешёл в «Амур», подписав контракт на один сезон. 24 декабря 2021 года был помещён в список отказов. Всего за «Амур» провёл 36 матчей, в которых набрал 10 (1+9) очков. 27 декабря 2021 года московский «Спартак» забрал Галузина с драфта отказов. 30 апреля 2022 года покинул клуб в связи с истечением контракта. 5 мая 2022 года заключил контракт с «Витязем». По окончании сезона 2024/25 покинул клуб. 10 июля 2025 года объявил о завершении карьеры. В КХЛ нападающий провёл 754 матча, набрав 281 (110+171) очко.

## Карьера в сборной
10 апреля 2014 года был впервые вызван в сборную России для участия в Еврочеллендже. Галузин провёл на турнире четыре матча, в которых набрал одно (0+1) очко. В 2015 и 2016 годах также участвовал в Еврочеллендже, на турнире 2015 провёл два матча и набрав одно (1+0) очко, а на турнире 2016 провёл четыре матча и набрал одно (1+0) очко. В 2016 году принимал участие в Еврохоккейтуре, проведя пять матчей.

## Статистика
| Легенда | Легенда                    | Легенда | Легенда                   | Легенда | Легенда    |
| ------- | -------------------------- | ------- | ------------------------- | ------- | ---------- |
| И       | Количество проведённых игр | Штр     | Штрафное время            | +/−     | Плюс-минус |
| Г       | Голы                       | П       | Голевые передачи          | О       | Очки       |
| -       | Статистика неизвестна      | —       | Статистика не учитывалась |         |            |